# 佐々木祐成
佐々木 祐成（ささき すけなり）は、戦国時代の武将。

## 生涯
近江国守護の六角氏の一族。南面の侍。近江国愛知郡（えちごおり）一帯を治める。織田信長の侵攻により愛知郡が信長に占領されると、拠点を移して長島の一向衆とともに信長に抵抗する。
元亀2年（1571年）の伊勢国長島攻めで、氏家卜全を美濃石津にて討ち取る。しかし、長島が落ちると木曽川を馬で渡って尾張側へ落ち延び、出家して明見と改める。
その後、徳川氏から許しを受け、西保市江村（愛知県佐屋町）の土地を拝領する。